# Juin 1981

## Événements
- L’affrontement reprend au Liban-Sud contre les Palestiniens.

- 4 juin (Rallye automobile) : arrivée du Rallye de l'Acropole.

- 5 juin : le Center for Disease Control d’Atlanta publie 5 cas curieusement graves d’une pathologie rare chez l’adulte (la pneumonie à pneumocystiis carinii) : c’est le début de l’épidémie de SIDA.

- 7 juin : opération Opéra, attaque aérienne israélienne contre le réacteur nucléaire d'Osirak, sur le territoire irakien (à 17 kilomètres au sud-est de Bagdad).

- 13 juin : départ de la quarante-neuvième édition des 24 Heures du Mans.

- 14 juin : victoire de Jacky Ickx et Derek Bell aux 24 Heures du Mans.

- 16 juin (Philippines) : Ferdinand Marcos est « élu » pour un nouveau mandat de six ans lors d’une élection largement boycottée par l’opposition.

- 17 juin[1] : affrontements entre Coptes et islamistes dans la banlieue du Caire.

- 18 juin : 
  - Fondation de l’Organisation des États de la Caraïbe orientale (OECS) regroupant sept petites îles des anciennes Antilles britanniques autour d’un programme d’intégration, de banque centrale et de sécurité collective.
  - Création à Paris du Front uni de libération nationale du Laos, le FULNL[2].

- 20 juin : émeutes du pain à Casablanca (à la suite d'une grève générale). Elles auraient fait plus d’une centaine de victimes (66 d’après les chiffres officiels, peut-être 400 ou plus telquel-online.com).
  - La grève générale au Maroc est déclenchée par la Confédération démocratique du travail, organisation syndicale constituée en 1978. La grève aurait fait des centaines de victimes et des milliers de prisonniers syndiqués dont le secrétaire général de l’organisation syndicale Noubir Amaoui, et trois membres du bureau exécutif, Mrani Mohamed, Bazzaoui Lakbir, Abderrahmane Chennaf. Le ministre de l’Intérieur Driss Basri implique aussi l’USFP, Union socialiste des forces populaires ce qui entraîne l’incarcération du rédacteur en chef du journal Almouharir Mustapha Karchaoui, Mohamed Karam tous deux membres du bureau politique de l’USFP et celle du secrétaire général du syndicat des petits et moyens commerçants, Abdallah Al Moustaghfir.

- 21 juin : 
  - Abolhassan Bani Sadr est destitué de son poste de Président de la République islamique d'Iran sous l'impulsion de l'ayatollah Khomeini.
  - Élections législatives françaises, remportées par le Parti socialiste.
  - Formule 1 : Grand Prix automobile d'Espagne.

- 24 juin : premières apparitions mariales de Međugorje (Bosnie-Herzégovine).

- 27 juin : 
  - Adoption par l’Organisation de l'unité africaine de la Charte africaine des droits de l'homme et des peuples lors du sommet de Nairobi (Kenya)
  - Au Cambodge, Pen Sovan est nommé Premier ministre.
  - Première partie de paintball disputée au New Hampshire aux États-Unis.

- 30 juin : Menahem Begin remporte les élections[3] en Israël au prix d’un soutien plus accru de son aile droite (Yitzhak Shamir, Ariel Sharon).

## Naissances
- 1er juin : Amy Schumer, actrice américaine.
- 4 juin : Denis Kudashev, coureur cycliste soviétique († 14 juillet 2008).
- 6 juin : 
  - Johnny Pacar, acteur américain.
  - Jackson Vroman, joueur de basket-ball libano-américain († 29 juin 2015).
- 7 juin : Anna Kournikova, joueuse de tennis russe.
- 8 juin : Ashley Biden, travailleuse sociale, militante, philanthrope et créatrice de mode américaine et fille de Joe Biden.
- 9 juin : Natalie Portman, actrice américaine
- 12 juin: Adriana Lima, top-modèle brésilienne
- 13 juin :   
  - Julie-Marie Parmentier, actrice française.
  - « El Fandi » (David Fandilla Marín), matador espagnol.
  - Chris Evans, acteur américain.
  - Floribert Bwana Chui, catholique congolais (RDC) († 7 juillet 2007).
- 15 juin : Lisa Marie Thalhammer, peintre et muraliste américaine.
- 19 juin :  
  - Moss Burmester, nageur néo-zélandais.
  - Nadia Centoni, joueuse italienne de volley-ball.
  - Valerio Cleri, nageur italien.
  - Dorian James, joueur sud-africain de badminton.
  - Clémentine Poidatz, actrice française.
- 21 juin : Simon Delestre, cavalier de saut d'obstacles français.
- 22 juin : Monty Oum, animateur américain († 1er février 2015).
- 26 juin : Damien Sargue, chanteur français.
- 27 juin : Michael Benjamin, chanteur, compositeur et producteur de musique haïtien († 15 octobre 2022).
- 30 juin : Vahina Giocante, actrice française.